# Osmussaar
Osmussaar (in svedese: Odensholm) è un'isola estone, situata nel Mar Baltico a 7,5 km dalla costa dell'Estonia nel comune di Noarootsi, Contea di Läänemaa.  Attualmente ospita solo due residenti.

## Geografia fisica
L'isola ha una lunghezza di 4,6 km e una larghezza di 1,3 km, con l'asse maggiore orientato in direzione nordovest-sudest; si estende per un'area di 4,87 km². L'isola si trova all'imbocco del Golfo di Finlandia, e la linea Hanko-Osmussaar è considerata il confine del golfo. La massima altitudine dell'isola è di 8 metri.
Il 25 ottobre 1976 si verificò un terremoto con epicentro vicino alla punta nord dell'isola.

## Storia
L'isola è intitolata ad Odino, il quale, secondo una leggenda, è sepolto sull'isola. Prima dell'occupazione sovietica dell'Estonia durante la seconda guerra mondiale sull'isola abitavano 130 persone, principalmente estoni di origine svedese.
Nel 1940 tutti gli abitanti furono costretti ad abbandonare l'isola quando l'Armata Rossa fondò una propria base sull'isola. 
Osmussaar fu l'ultimo baluardo estone ad arrendersi all'invasione tedesca del 1941.

### Riserva naturale dal 1991
Dal 1991 l'isola di Osmussaar è una riserva naturale. Quando l'Estonia restaurò l'indipendenza (nel 1991) venne stabilito di non rendere ai legittimi proprietari il possesso dei propri beni confiscati nel 1940. Fu stabilita invece la compensazione con terreni e proprietà in altre zone di Noarootsi, comune estone di cui l'isola fa amministrativamente parte.

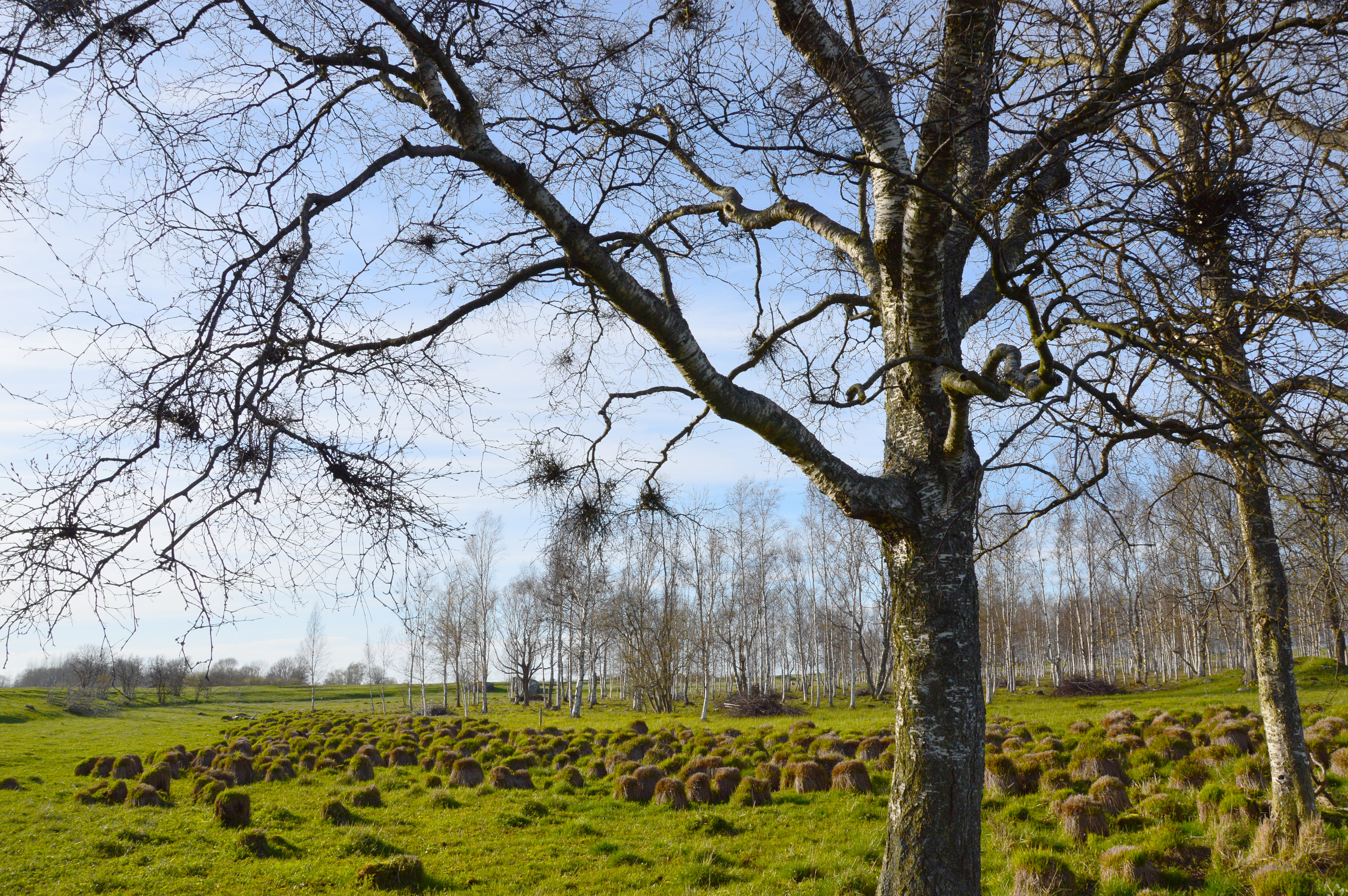
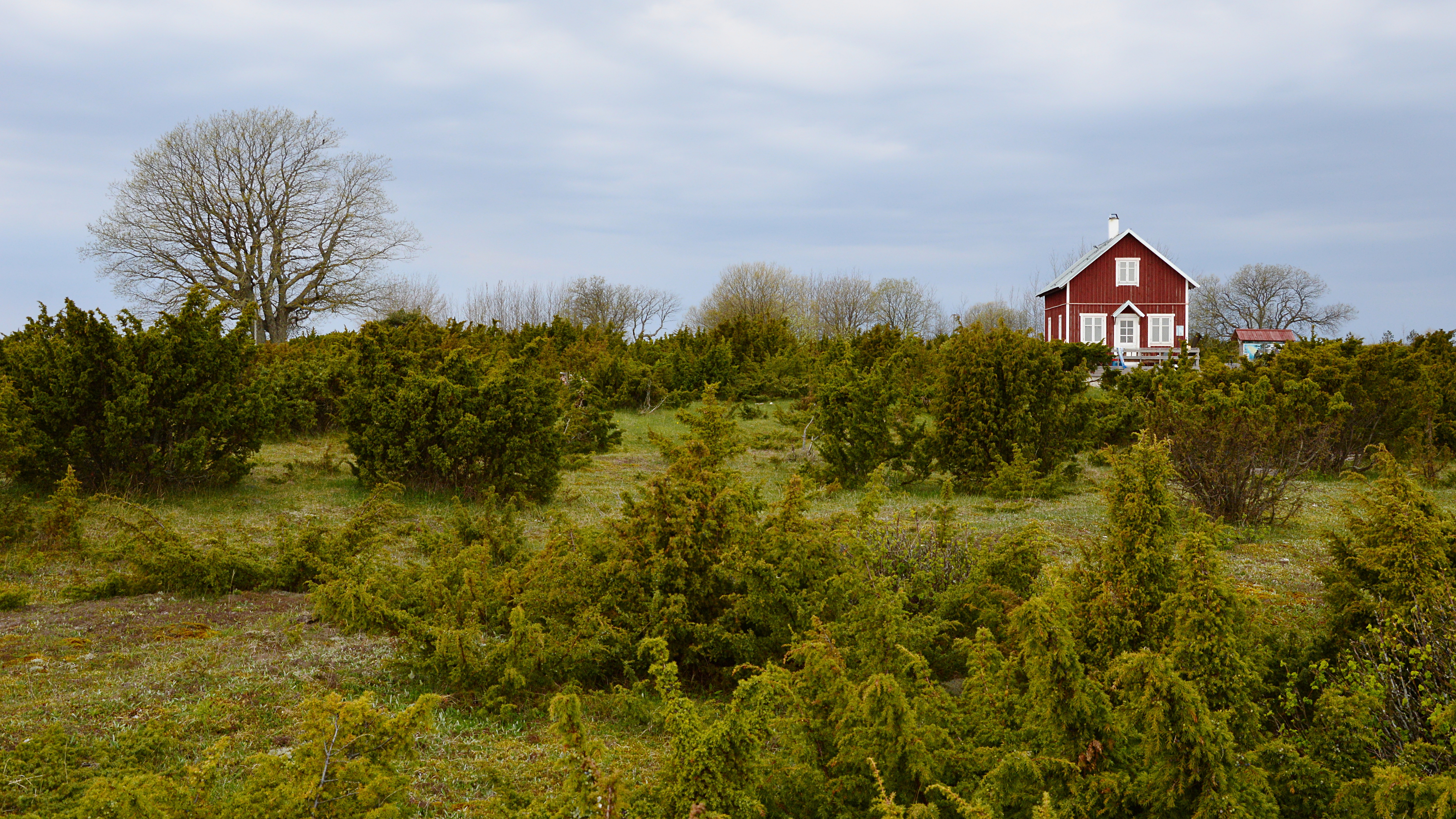
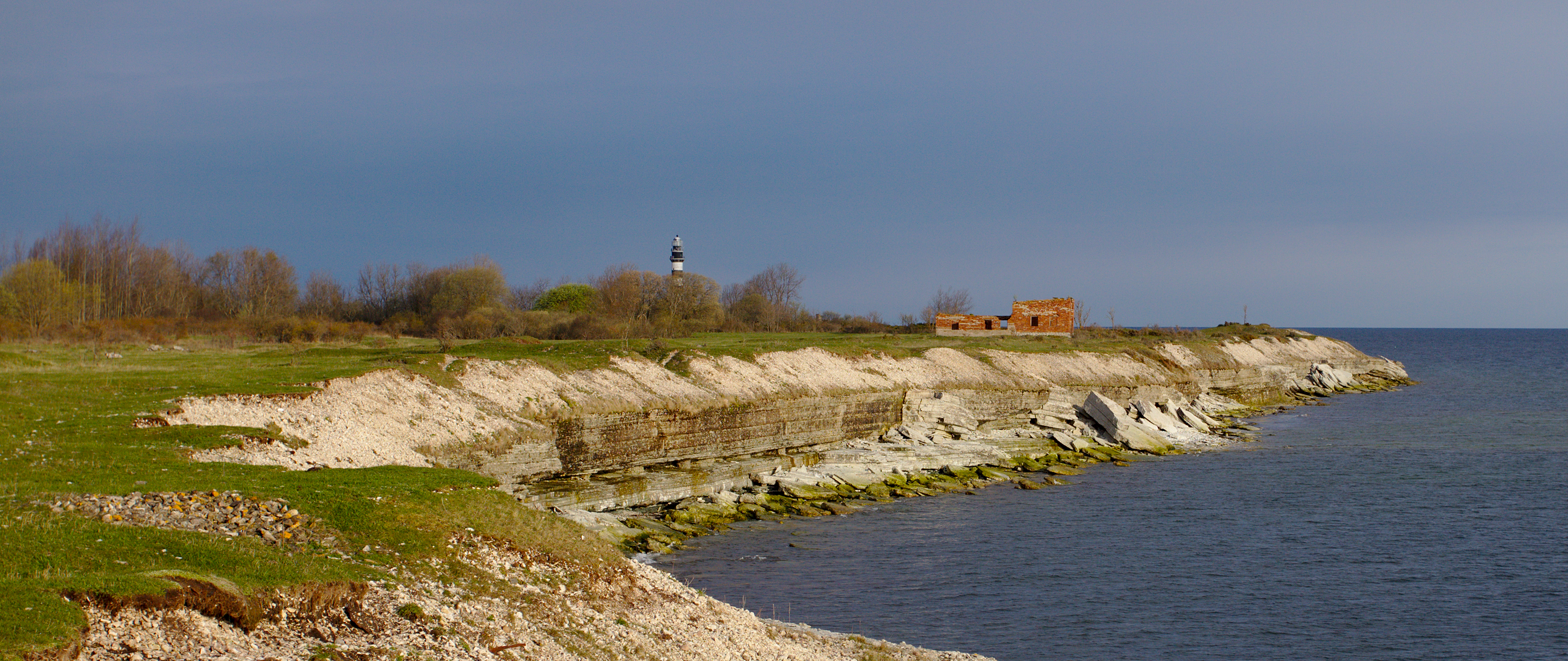
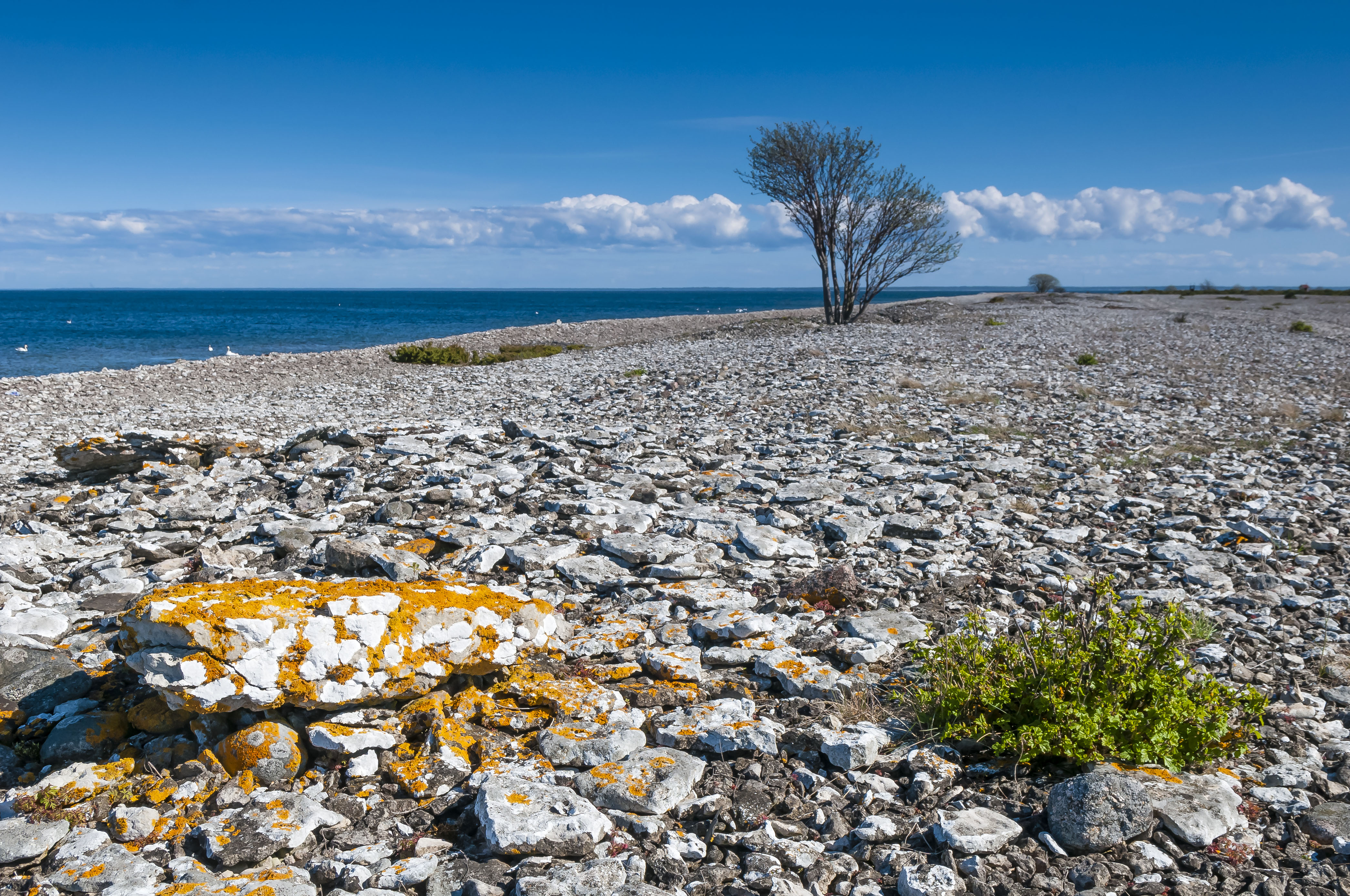
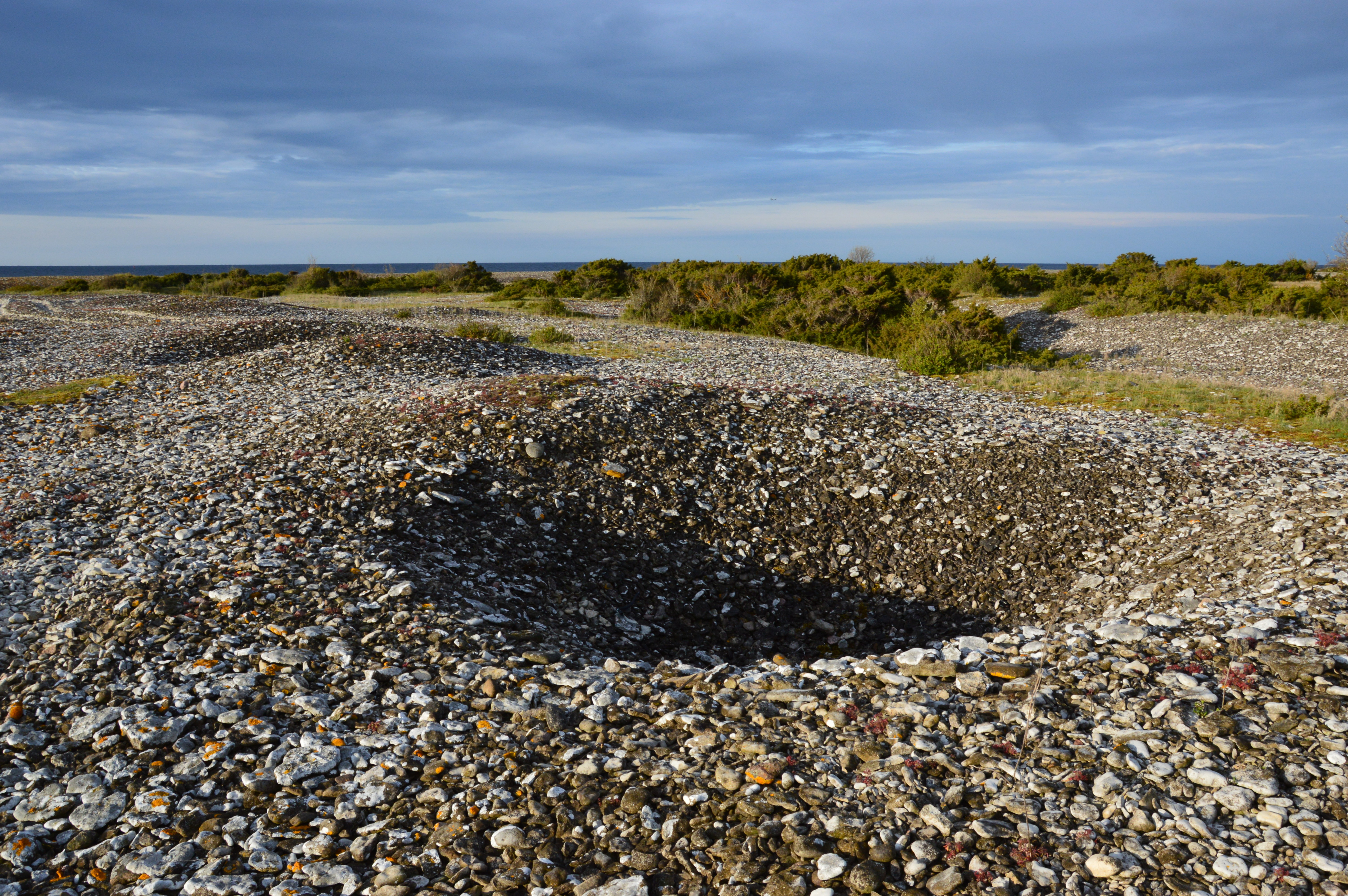
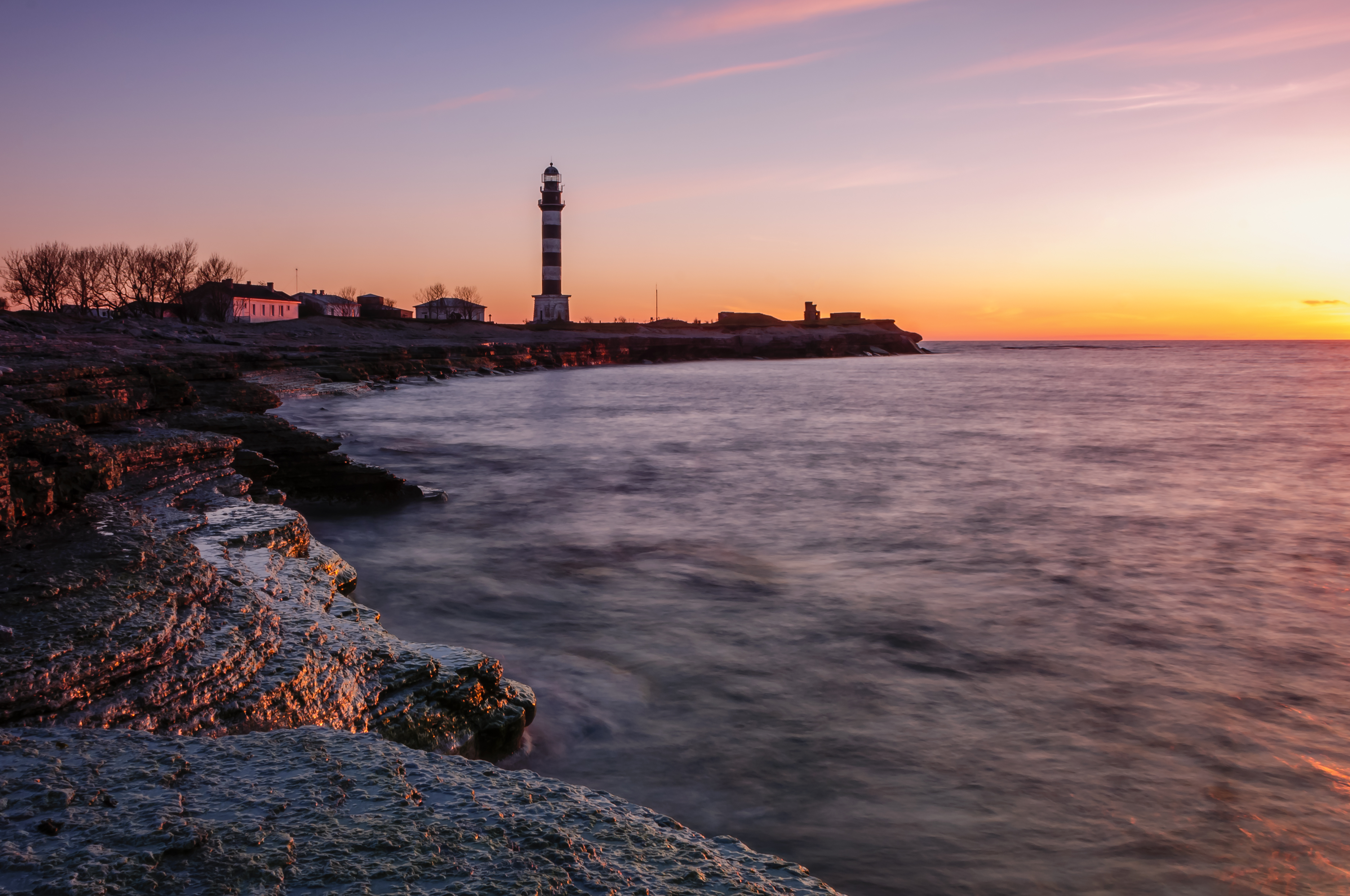
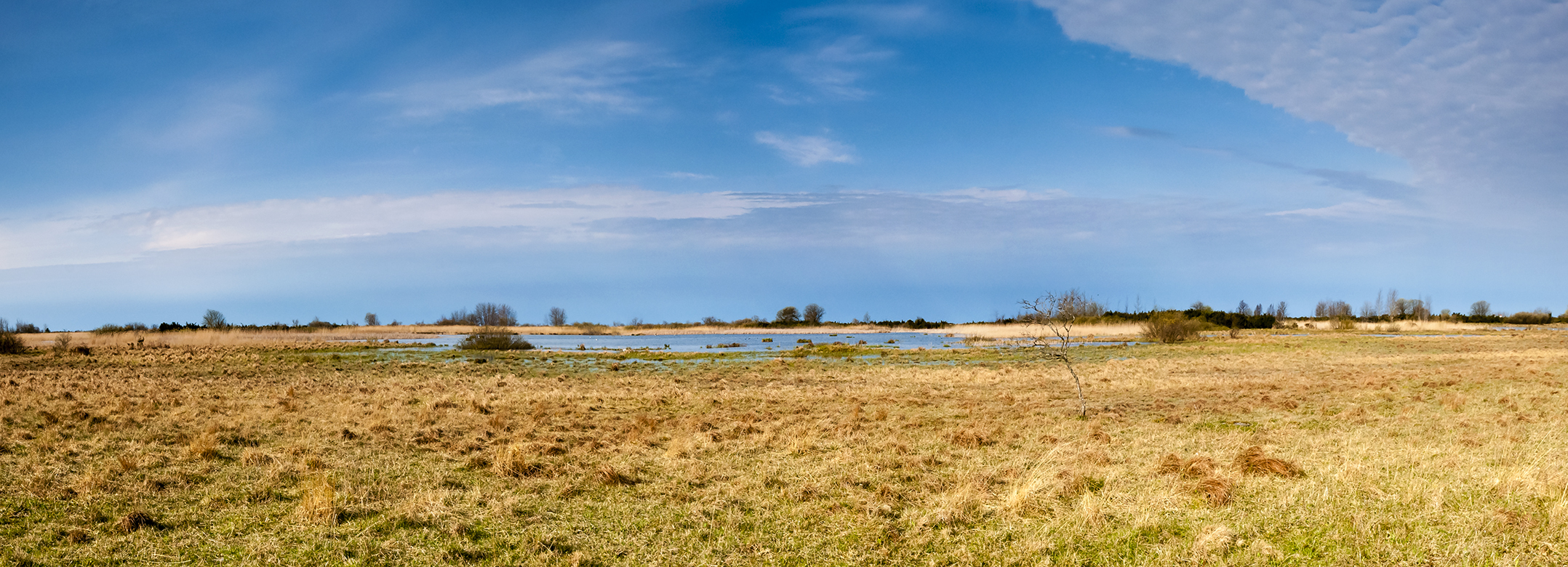